# Banège
Die Banège ist ein kleiner Fluss im Südwesten von Frankreich, der im Département Dordogne der Region Nouvelle-Aquitaine südöstlich der Stadt Bergerac verläuft.

## Geographie

### Verlauf
Die Banège entspringt im westlichen Gemeindegebiet von Bardou, knapp an der Grenze zur Gemeinde Boisse, verläuft in einem Bogen von West nach Süd und mündet nach insgesamt rund 18 Kilometern im südlichen Gemeindegebiet von Plaisance als rechter Nebenfluss in den Dropt, der hier bereits die Grenze zum benachbarten Département Lot-et-Garonne bildet.

### Orte am Fluss
(Reihenfolge in Fließrichtung)
- Bardou
- Les Bernoux, Gemeinde Montaut
- Issigeac
- Eyrenville, Gemeinde Plaisance
- La Pouge, Gemeinde Plaisance
- Messine, Gemeinde Plaisance